# Otynia (gmina)
Otynia (wcześniej i 1941–44 Ottynia) – dawna gmina wiejska w powiecie tłumackim województwa stanisławowskiego II Rzeczypospolitej. Siedzibą gminy było miasto Otynia, które stanowiło odrębną gminę miejską.
Gminę utworzono 1 sierpnia 1934 r. w ramach reformy na podstawie ustawy scaleniowej z dotychczasowych gmin wiejskich: Babianka, Grabicz, Hołosków, Krasiłówka, Krzywotuły Stare, Mołodyłów, Nowa Wieś, Skopówka, Strupków, Uhorniki, Winograd i Worona.
Po II wojnie światowej obszar gminy znalazł się w ZSRR.